# Beatriz de Saboya (Marquesa de Saluzzo)
Beatriz de Saboya (1223-1259) fue hija de Amadeo IV de Saboya, y de su primera esposa, Margarita de Borgoña. Se casó dos veces, primero con Manfredo III de Saluzzo, y en segundo lugar, con el rey Manfredo de Sicilia. Ella fue la madre de la reina Constanza II de Sicilia.

## Familia
Tenía una hermana menor llamada Margarita, un hermanastro llamado Bonifacio y una hermanastra también llamada Beatriz.
En 1233, se casó con Manfredo III de Saluzzo, con quien tuvo cuatro hijos: Alicia, Tomás, Ines y Margarita.
Más tarde se casó por segunda vez con Manfredo de Sicilia, un hijo ilegítimo de Federico II, emperador del Sacro Imperio Romano Germánico. El matrimonio fue arreglado como reconocimiento de la alianza entre el padre de Beatriz y Federico. Tuvieron una hija, la reina Constanza II de Sicilia, que también fue reina consorte de Aragón como esposa del rey Pedro III de Aragón. Lo más probable es que falleciera antes de la ascensión de su marido al trono de Sicilia. Su esposo luego se casó con Helena Ángelina de Epiro.